# Villadicani
I Villadicani o Villadicane sono una famiglia nobile catalana, discendente da un conte di Barcellona e Provenza della casa di Barcellona.

## Storia
Capostipite è Raimondo Berlingheri, discendente di Raimondo Berengario conte di Barcellona e Provenza. Trasse il cognome, cambiandolo da Berlingheri a Villadicans, dal proprio feudo, dopo averlo sottratto ai Mori.
Non si conosce il capostipite siciliano. Alcune fonti affermano sia Pier Guerao segretario di stato di Martino I di Sicilia e di Maria di Sicilia, che la portò in Sicilia nel 1386, altre fonti sostengono sia un Taijmo signore di Villafranca Sicula.
Un Alvaro Villadicane Marullo e Castelli marchese di Condagusta, principe della Mola e barone di tre feudi fu diverse volte senatore di Messina. Un Sebastiano fu comandante di una flotta navale ai servizi di Carlo V di Spagna. Altri esponenti della famiglia furono senatori in Messina.

## Arma
D'oro, alla sbarra inchiavata d'argento e di nero di otto pezzi.